# Суперкубок Гібралтару з футболу 2002
Суперкубок Гібралтару з футболу 2002 — 3-й розіграш турніру. Матч відбувся 9 листопада 2002 року між чемпіоном Гібралтару Гібралтар Юнайтед та володарем кубка Гібралтару клубом Лінкольн Ред Імпс.
| Володар Суперкубка Гібралтару 2002 |
| ---------------------------------- |
|                                    |
| Лінкольн Ред Імпс Другий титул     |

## Матч

### Деталі
| 9 листопада 2002 |

| Гібралтар Юнайтед | 0:2 | Лінкольн Ред Імпс |
| ----------------- | --- | ----------------- |
|                   |     |                   |

| Вікторія, Гібралтар |